# Astrup (Mariagerfjord Kommune)
Astrup ist eine kleine Ortschaft in der dänischen Kommune Mariagerfjord mit 487 Einwohnern (Stand 1. Januar 2023). Vor der Kommunalreform 2007 gehörte die Ortschaft zur Kommune Arden, welche mit der Kommune Hadsund, der Kommune Hobro und dem westlichen Teil der Kommune Mariager zur Kommune Mariagerfjord zusammengefasst wurde.
Astrup liegt acht Kilometer östlich von Arden, elf Kilometer nordwestlich von Hadsund und sechs Kilometer nördlich von Rostrup.